# 端州 (古代)
端州，中国隋朝时设置的州。
开皇九年（589年）置，治所在高要县（今广东省肇庆市）。因境内端溪得名。大业三年（607年）改为信安郡。唐朝武德四年（621年）复名端州，下辖高要县、平兴县、清泰县（639年废，今广东省佛山市高明区人和镇清泰村）、博林县（639年废）。天宝元年（742年）又改为高要郡，乾元元年（758年）复为端州。辖境相当今广东省肇庆、高要、高明等市县地。此地产端砚闻名。刘禹锡《唐秀才赠端州紫石砚以诗答之》诗：“端州石砚人问重。”
北宋时，包有今四会、广宁等市县地。重和元年（1118年）升为肇庆府。
端州刺史
- 孔某（贞观年间）
- 毕守恭（开元前期）
- 李元（749年）
- 张捷（大历初年）
- 柳叔璘（大历年间）
- 冯某（大历年间）
- 崔直（元和初年）
- 林苇（元和年间）
- 万憬皓（821年）
- 崔某（825年）
- 窦某（会昌年间）
- 马某（大中初年）
- 崔嘏（848年）
- 倪徽（光启年间）
- 谭宏玘（896年）
- 李嘏之